# Майфреди, Луиджи
Луиджи Майфреди (итал. Luigi Maifredi; род. 20 апреля 1947, Лограто), также известный как Джиджи Майфреди (итал. Gigi Maifredi) — итальянский футбольный тренер. За время своей карьеры он управлял несколькими клубами, такими как «Болонья», «Брешиа» и другие, хотя более знаменит своим коротким руководством футбольным клубом «Ювентус».

## Карьера
Майфреди родился в Лограто (провинция Брешиа), футболом начал заниматься с молодёжной командой «Брешии», выступал на любительском уровне за «Роверето» и «Портогруаро». Как тренер дебютировал в 1976 году с любительским «Реал Брешиа». В 1987 году Майфреди возглавил «Болонью», с которой выиграл Серию B. В 1990 году он стал тренером «Ювентуса», где проиграл шесть матчей подряд и был уволен. Его футбольная философия получила название «шампанское» (итал. calcio champagne) благодаря атакующему стилю игры и тому факту, что до начала профессиональной тренерской карьеры он работал представителем компании-производителя шампанского «Вдова Клико».
В 2005 году Майфреди был готов подписать контракт с «Лацио», но болельщики клуба не хотели его назначения и протестовали против его кандидатуры, что заставило президента клуба Клаудио Лотито передумать и назначить вместо него Джузеппе Пападопуло. В 2008 году сыграл самого себя в итальянской комедии Любовь, ложь и футбол (итал. Amoe, bugie e calcetto).
В декабре 2009 года он стал техническим директором «Брешии». В 2011 году был назначен на должность технического консультанта клуба.
24 сентября 2013 года Майфреди вернулся на тренерскую скамейку после того, как был уволен главный тренер «Брешии» Марко Джампаоло. На следующий день клуб назначил Майфреди на должность нового тренера, таким образом он прервал 13-летнюю паузу в тренерской карьере. Однако он был только исполняющим обязанности и покинул пост после одной игры — поражения со счётом 0:2 «Латине», новым тренером клуба стал Кристиано Бергоди.